# Mark Bodē

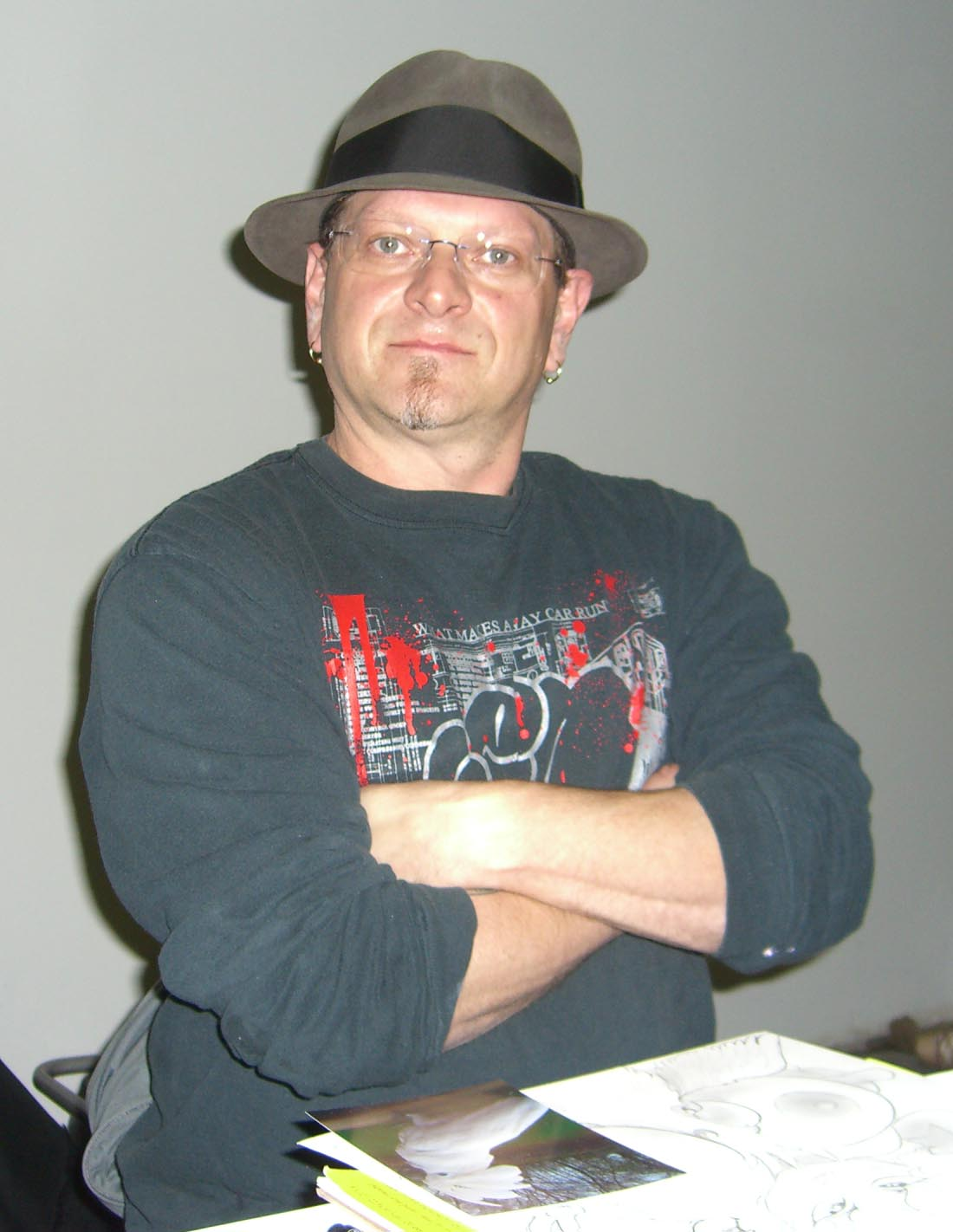
Mark Bodē

Mark Vaughn Anthony Bodē (* 18. Februar 1963 in Utica, New York) ist ein US-amerikanischer Comiczeichner, Tätowierer und Graffitikünstler. Er ist der Sohn des Underground-Comix-Zeichners Vaughn Bodē. Neben der Veröffentlichung eigener Arbeiten und seiner Tätigkeit als Tätowierer erarbeitet er immer wieder neue Editionen der Werke seines Vaters und sorgt für deren Veröffentlichung, sodass die Arbeiten Vaughn Bodēs einem breiten Publikum zugänglich bleiben. Mark Bodē veröffentlichte verschiedene eigene Comichefte und Alben, Beiträge in Comicmagazinen wie Heavy Metal und Epic Illustrated, sowie Tattoo-Designs in einem Buch und verschiedenen Zeitschriften. Seine Werke wurden in zahlreichen Ausstellungen in Nordamerika, Europa und Australien gezeigt.

## Leben

### Frühe Jahre
Mark wurde als Sohn von Vaughn Bodē und dessen Frau Barbara geboren. Schon als dreijähriger Junge begann Mark zu zeichnen und ihm war früh klar, dass er, wie sein Vater, Künstler werden wollte.
1972 zerbrach die Ehe der Eltern. Mark wuchs in der Folge bei seiner Mutter auf. Während eines Aufenthaltes bei seinem Vater 1975, verstarb dieser bei einem autoerotischen Selbsttötungsunfall. Der zwölfjährige Mark war anwesend, als sein Onkel Vincent die Schlafzimmertür Vaughns gewaltsam öffnete und dessen leblosen Körper fand.
Bodē studierte 1981–1984 Kunst an der School of Visual Arts in New York und am College of Marin in Kalifornien sowie 1984–1985 Animation an der San Francisco State University.

### Karriere
Comics
Nach Vaughn Bodēs Tod 1975 ging sein Nachlass, und damit die Rechte an seinen Arbeiten, in den Besitz seiner Ex-Frau Barbara Bodē (nach einer weiteren Heirat Barbara Fallon) und seines Sohns Mark über. In den folgenden Jahren sorgte Barbara dafür, dass Vaughns Kunst weiter veröffentlicht wurde. Diese Aufgabe übernahm später zunehmend Mark. Er edierte und veröffentlichte unter anderem eine Werkausgabe seines Vaters, die von 1988 bis 2001 in 14 Bänden bei Fantagraphics Books erschien. Darüber hinaus arbeitete Mark Bodē verschiedene Ideen seines Vaters aus, die dieser teilweise nur als Konzepte oder Skizzen hinterlassen hatte. So beispielsweise die Geschichte The Lizard of Oz, die 2004 als Album erschien, oder die Serie Cobalt 60, die auf einer zehnseitigen Kurzgeschichte von Vaughn Bodē basiert.
Bereits als Kind kolorierte er Comics seines Vaters und Vaughn übte einen starken Einfluss auf Marks eigenen Stil aus. Allerdings hatte auch Mark einen gewissen Einfluss auf die Arbeiten seines Vaters, so geht beispielsweise die Figur Frankenstein Lizard aus der Geschichte Cheech Wizard Bogarts a Pud auf eine Idee des jungen Mark zurück.
Die erste Arbeit von Mark Bodē erschien 1978 in Cosmic Circus, ein Comicheft, das neben Arbeiten von Vaughn Bodē und Larry Todd auch eine Geschichte von Mark Bodē und John Burnham enthielt, die auch das Cover gestalteten. Kurz darauf beauftragte das Magazin Heavy Metal Mark Bodē, die Geschichte Zooks, die sein Vater Anfang der siebziger Jahre gezeichnet hatte, zu kolorieren. Die kolorierte Version von Zooks erschien von Januar bis April 1980 in Heavy Metal und diese Veröffentlichung kann als der Beginn von Marks Karriere als Comiczeichner gesehen werden.
Mit Veröffentlichungen wie den Gyro Comics und der äußerst erfolgreichen Serie Miami Mice gelang es Bodē, sich auch als eigenständiger Künstler zu etablieren. Miami Mice zählt zu den bestverkauften in schwarz-weiß gehaltenen US-amerikanischen Comics überhaupt. Er zeichnete mehrere Bände der von Kevin Eastman und Peter Laird geschaffenen Serie Teenage Mutant Ninja Turtles.
Sein größter Erfolg ist sicher die Serie Cobalt 60. Vaughn Bodē hatte die Figur bereits 1959 geschaffen und 1968 einige Charakter-Skizzen und eine Kurzgeschichte erstellt, das Konzept dann aber nicht weiter verfolgt. Mit dem Texter Larry Todd, der ein Freund und Kollege seines Vaters gewesen war, arbeitete Mark Cobalt 60 für Epic Illustrated aus. Die Serie erschien 1984 und 1985 in dem von Marvel Comics herausgegebenen Magazin. Bisher erschienen sieben Bände der Serie. Auf Initiative von Zack Snyder, der ein Fan der Serie ist, sicherten sich Universal Studios 2011 die Rechte an einer Verfilmung von Cobalt 60. Geplant wurde ein Realfilm bei dem Snyder Regie führen sollte. Bisher wurde das Projekt nicht umgesetzt.
Graffiti
Obwohl er selbst nie als Graffiti-Künstler aktiv war, genoss Vaughn Bodē einen legendären Ruf in der Graffiti-Szene, nachdem frühe und einflussreiche Künstler wie Dondi, Zephyr oder Mare139 sich in den siebziger Jahren seine Figuren aneigneten. Dies brachte auch Mark in Kontakt mit der Sprayer-Szene und er begann 1986 mit dem Sprühen von Graffiti. Er entwickelte sich zu einem einflussreichen Künstler in der Graffiti-Szene. Bilder seiner Arbeiten erscheinen in Zeitschriften wie Graphotism oder While You Were Sleeping, sowie in Büchern über Graffiti-Kunst, so beispielsweise in Spraycan Art von Henry Chalfant and James Prigoff. In Bridgeport, Connecticut, fanden mehrfach Graffiti-Festivals statt, die Vaughn und Mark Bodē gewidmet waren, so beispielsweise Every Bode Get Up! 2002 und Lizard King Ball 2003. Neben Mark nahmen jeweils rund 20 Künstler an diesen Treffen teil.
Tattoos
Seit 1994 ist Bodē auch als Tätowierer aktiv. Seine Tattoos werden in Zeitschriften wie Juxtapoz und Tabu Tattoo gefeaturet. 2013 veröffentlichte er The Big Book of Bodē Tattoos, das über 400 seiner Tattoo-Designs enthält.

### Privatleben
Mark Bodē lebt in San Francisco und arbeitet als Tätowierer bei Sacred Rose Tattoos in Berkeley. Er ist verheiratet und hat eine Tochter.

## Veröffentlichungen

### Comics
Arbeiten von Mark Bodē erschienen in zahlreichen Magazinen wie Penthouse, Hustler, Gauntlet und anderen, für die er teilweise auch die Cover gestaltete. Darüber hinaus erschienen die folgenden Comics:
Einzelveröffentlichungen
- Miami Mice #1. Rip Off Press, San Francisco 1986.
- Mark Bodē's Miami Mice #2. Rip Off Press, San Francisco 1986.
- Mark Bodē's Miami Mice #3. Rip Off Press, San Francisco 1986.
- Mark Bodē's Miami Mice #4. Rip Off Press, San Francisco 1987.
- mit Larry Todd: Gyro Force. Rip Off Press, San Francisco 1987.
- Gyrotropolis. Rip Off Press, San Francisco 1987.
- GyroBotics. Rip Off Press, San Francisco 1988.
- mit Vaughn Bodē und Larry Todd: Cobalt 60 Starblaze Graphics. Virginia Beach 1988.
- mit Kevin Eastman: Teenage Mutant Ninja Turtles #18. Mirage Studios, Northampton 1989.
- mit Kevin Eastman: Teenage Mutant Ninja Turtles #32. Mirage Studios, Northampton 1989.
- mit Larry Todd: Teenage Mutant Ninja Turtles: Times Pipeline. Mirage Studios, Northampton 1992.
- mit Vaughn Bodē und Larry Todd: Cobalt 60 Book One. Tundra Publishing, Northampton 1992, ISBN 1-879450-35-6.
- mit Larry Todd: Cobalt 60 Book Two. Tundra Publishing, Northampton 1992, ISBN 1-879450-36-6.
- mit Larry Todd: Cobalt 60 Book Three. Tundra Publishing, Northampton 1992, ISBN 1-879450-37-2.
- mit Larry Todd: Cobalt 60 Book Four. Tundra Publishing, Northampton 1992, ISBN 1-879450-38-0.
- The Lizard of Oz. Fantagraphics Books, Seattle 2004, ISBN 978-1-56097-595-3.
- Cheech Wizard goes to Berlin. Overkill, Berlin 2008.
- Miami Mice – The Complete Collection. Golden Frog Press 2014, ISBN 978-1-4951-0724-5.
- Cobalt 60: The Rise of Lithium Pt. 1. Infzone Publications, Bristol 2015, ISBN 978-0-9931128-3-6.
- mit Vaughn Bodē: Cheech Wizard's Book of Me. Fantagraphics Books, Seattle 2015, ISBN 978-1-60699-819-9.
- Cobalt 60 Episode Zero. Butler Digital, 2018, ISBN 978-0-692-07518-0 Augmented-Reality-Comic: Werden die einzelnen Seiten mit einer Smartphone-Kamera erfasst, können über eine App 3D-Animationen der Seiten abgerufen werden.
- Cobalt 60: The Death of Cobalt. Mark Bodē Selbstverlag, 2019, ISBN 978-1-79416-262-4.

Beiträge in Anthologien und Magazinen
- 1978 Zalone 1. In: The Best of Cosmic Circus. (Cosmic Brain Trust, Berkeley.) Mit John Burnham.
- 1980 Zooks. In: Heavy Metal. (Januar, März, April 1980). (HM Communications, Easthampton.) Geschrieben und gezeichnet von Vaughn Bodē, koloriert von Mark Bodē.
- 1983 The Yellow Hat. In: Epic Illustrated. #19 (Marvel Comics, New York.)
- 1984 Cheech Wizard is the greatest smartest wizard who ever lived. In: Epic Illustrated. #23 (Marvel Comics, New York.)
- 1984 Gee, Cheech Wizard, I is real glad I'm your assistant. In: Epic Illustrated. #23 (Marvel Comics, New York.)
- 1984 Oh, Cheech Wizard, I can't find tha mushrooms you want me to pick. In: Epic Illustrated. #23 (Marvel Comics, New York.)
- 1984 Once upon a time at 2:30 in the afternoon. In: Epic Illustrated. #23 (Marvel Comics, New York.)
- 1984–1985 Cobalt 60. In: Epic Illustrated #27–31 (Marvel Comics, New York.)
- 1985 Snickers That's Entertainment. In: Epic Illustrated. #33 (Marvel Comics, New York.)
- 1987 Battle of the Sexes. In: Rip Off Comix #16. (Rip Off Press, San Francisco.)
- 1987 Turtle Troop. In: Grunts #1. (Mirage Studios, Northampton.)
- 1989 Machines: Big Serious Survey of Advanced Mechanical Moving Mechanisms. In: Fire Sale (Rip Off Press, San Francisco.)
- 1989 Alien Sex. In: Fire Sale (Rip Off Press, San Francisco.)
- 1990 Cherry Does Zara Tungi. In: Cherry #9. (Last Gasp, San Francisco.)
- 1990 Rebel Without a Hardon. In: Cherry #10. (Last Gasp, San Francisco.)
- 1991 The Codex of Good Head. In: Cherry #12. (Last Gasp, San Francisco.)
- 1991 I'm thinking of wonderful creative excitements... In: Tundra Mini Comic #1. (Tundra Publishing, Northampton.)
- 1991 I Have A Dream. In: Taboo Especial (Spiderbaby Grafix & Publications.)
- 1994 Ninjara vs. Mondo Dog Catcher. In: Teenage Mutant Ninja Turtles Giant Size Special #8. (Archie Comics, Mamaroneck.)
- 1994 E = MC Zip Lock. In: Teenage Mutant Ninja Turtles Giant Size Special #11. (Archie Comics, Mamaroneck.)
- 1994: Russian Girl with Red Star. In: Heavy Metal Special Editions: Pin Up. (Metal Mammoth Inc., Easthampton.)
- 1995 Cobalt 60: Da' Dust Devil. In: Heavy Metal Special Editions: Overdrive. (Metal Mammoth Inc., Easthampton.)
- 1995 Young Genetically-Altered Samurai Lizards. In: Cherry #17. (Kitchen Sink Press, Northampton.)
- 1995 The Story of Chicken Licken. In: Negative Burn #21. (Caliber Comics.)
- 1996 The Moorish Lady's Story. In: A Night in a Moorish Harem #1. (NBM, New York)
- 1999 The Codex of Strange Body Piercing. In: Cherry #21. (Cherry Comics, Albuquerque.)
- 2000 I Think I'm Going to Vomit. In: Cherry #22. (Cherry Comics, Albuquerque.)
- 2007 The Lone Lizard: Hang Um' When They're High. In: Heavy Metal. (September 2007). (Metal Mammoth Inc., Easthampton.)

### Sonstiges
- 2013 The Big Book of Bodē Tattoos (Last Gasp, San Francisco.) ISBN 978-0-86719-779-2 Enthält größtenteils Zeichnungen und Tattoovorlagen von Mark Bodē, aber auch einige Arbeiten seines Vaters Vaughn.

## Ausstellungen (Auswahl)
- 2000 Picturing the Modern Amazon. Museum of Contemporary Art, New York.[14]
- 2005 Tribute to Vaughn Bodē. Vaughn Bodē, Vincent Bodē, Mark Bodē. Oaklandish, Oakland.[15]
- 2006 The Bodē Tribute Berlin. 103 Club, Berlin.[15]
- 2008 Cheech Wizard goes to Berlin. Berghain Club, Berlin.[16]
- 2009 The Bodē Broad Exhibition. Double Punch, San Francisco.[17]
- 2009 Unfurling: This Land. Mark Bodē, Isabel Rucker, Mike Dingle. Somart Gallery, San Francisco.[18]
- 2010 Wizards, Lizards and Broads. 1AM Gallery, San Francisco.[9]
- 2012 Metalmorphosis. Mark Bodē und Metal Man Ed. 1AM Gallery, San Francisco.[19]
- 2012 Da Bodē in Amsterdam. ArTicks Gallery, Amsterdam.[20]
- 2012 Bodē in Oz. House of Bricks, Melbourne.[21]
- 2012 Bodē in Oz. China Heights, Sidney.[21]
- 2013 El Mundo de los Bodē. Montana Gallery, Barcelona.[22]
- 2013 Junkwaffel. Mark Bodē und Cheo. Hangfire Gallery, London.[23]
- 2014 The Masked Lizard Rides Again. Aerosol Warfare Gallery, Houston.[24]
- 2015 Le Monde Erotique de Mark Bode et Vaughn. Adda Gallery, Paris.[25]
- 2016 Wizards, Lizards and Broads. Backwoods Gallery, Melbourne.[26]